# 電脳コイル 放課後探偵局
『電脳コイル 放課後探偵局』（でんのうコイル ほうかごたんていきょく）とは、株式会社ゲームオンが開発し、オンラインゲームポータルサイト「ゲームチュー」で運営していたブラウザゲームである。

## 概要
『電脳コイル』の世界を舞台としたブラウザゲームである。基本料金は無料で、アイテム課金制度を導入している。
プレイには「ゲームチュー」のアカウントが必要である。
プレイヤーは大黒市の小学生となって、『電脳コイル』の世界で「都市伝説」を紐解き、謎の物質「メタバグ」を探す宝探しをする。
掲示板「電脳怪奇倶楽部」を覗き情報（ヒント）になる「噂」を得ながら街や学校を探索し、探索中には徘徊している「サッチー」に出くわすと戦闘になる。
電脳駄菓子屋「メガシ屋」で依頼を受けることもできる。「伝言板」機能があり、「友達リスト」に登録した相手と情報を共有できる、ソーシャルゲーム的な要素も持つ。また、ゲームチューのヴァーチャルポイント「JEWEL」を交換すると使用できるようになる機能がある。
2012年1月21日〜23日の先行テストを経て、1月25日より正式サービスが開始された。先行テストで得られたフィードバックをもとに修正や調整を実施してから正式サービスを開始するのが通例であるが、本作の場合は異例の早さで正式サービスを開始した。
なお、本作は2013年7月12日をもってサービスを終了した。

## 関係者
- 石動太一 - プロデューサー